# Conomma palmeni
Conomma palmeni is een hooiwagen uit de familie Pyramidopidae.